# Barcarolle-Intermède no 3
La Barcarolle-Intermède no 3, aussi appelé Intermède Radiophonique III, est une œuvre pour piano de la compositrice française Claude Arrieu, composé en 1945.

## Contexte et création
Claude Arrieu compose sa Barcarolle-Intermède no 3 en 1945. L'œuvre est publiée chez Choudens la même année.